# Giorgio di Sagla
Giorgio di Sagla (1365 ca. – 1º luglio 1425) è stato un presbitero e scrittore etiope.
In lingua ge'ez il nome era Giyorgis Säglawi. Fu chiamato anche Giorgio di Gasetcha o Giorgio di Dabra Bahrey.

## Biografia
La vita di "Abba Giyorgis Saglawi" è conosciuta attraverso due testi. Uno di essi, una Vita liturgica del santo (Gädl) fu composta poco tempo dopo la sua morte, sotto il regno di Zara Yaqob (1434-1468) o poco dopo; non è conosciuta attualmente che per tre copie (di cui una, utilizzata per l'edizione del "CSCO", appartiene al monastero di Däbrä Haic. Nell'altro testo il personaggio è a lungo evocato in un'omelia in onore dell'arcangelo Uriele, dove è beneficiario di un miracolo compiuto dall'arcangelo; questo testo è un estratto di un omeliario costituito più di recente, nel periodo del regno di Menelik II; è riprodotto di seguito al Gädl in un manoscritto conservato a Däbrä Bahrey.
Secondo il testo dei Miracoli di Uriele, proveniva da una famiglia d'alta nobiltà originaria di Aksum. Suo nonno era principe (masfen) dei Tigrini. Suo padre, Heywät Benä, fu governatore di Sägla (nel Wello), poi fu nominato governatore in capo (capo dei principi) del Tigré dal re Davide I. Quando viveva ancora a Sägla, siccome non aveva figli, chiese di avere un figlio ad un'icona dell'arcangelo Uriele nella chiesa locale e fu esaudito. Secondo il Gädl, che presenta alcune differenze, suo padre si chiamava Hezba Seyon e apparteneva al corpo dei "Kähenatä däbterä" (Preti del Tabernacolo), i servitori delle cappelle della corte reale, nominati dal re. Il Gädl narra che Giyorgis fu consacrato diacono dal metropolita (Abuna), poi intraprese studi monastici presso il monastero di Däbrä Estifanos del lago Haic, sotto la tutela dell'abate Säräqä Berhan che, in quanto superiore di questo eminente monastero, era "'aqabä sä'at" (guardiano delle ore) presso il sovrano. Giyorgis avrebbe preso l'"abito monacale di prova", senza diventare del tutto un monaco, per fuggire da un matrimonio con una figlia del re. Secondo i Miracoli di Uriele, sarebbe rimasto sette anni senza aver potuto imparare una sola lettera dell'alfabeto, fino al punto che l'abate lo rimandò da suo padre consigliandogli di farne un soldato, ma il padre insistette, e l'arcangelo fece miracolosamente del figlio un letterato erudito.
In seguito, secondo il Gädl, sarebbe succeduto, come "Prete del Tabernacolo", al padre Hezba Seyon, che si sarebbe ritirato in un monastero. Questa successione ebbe luogo sotto il regno di Davide I. Questo re lo nominò anche "Nebura ed" (Amministratore) del monastero di "Däbrä Dammo", incaricato della predicazione e del controllo del clero in questa regione, e precettore dei suoi otto figli e di sua figlia. Ma alla fine del regno subì una disgrazia: accusò di eresia una persona vicina al re di nome Bitu, che si difese facendo credere al sovrano che Giyorgis l'avesse denunciato di eresia al metropolita. Giyorgis fu frustato, imprigionato, poi confinato sulla cima di una montagna isolata. Non ritrovò il suo posto alla corte se non dopo la morte di Davide I (1413), e l'avvento del suo vecchio allievo Yeshaq I che gli restituì i suoi alti incarichi. Sotto questo regno subì ancora un esilio temporaneo in seguito ad un'altra calunnia, ma questa volta il re fu disingannato e gli chiese perdono. Alla fine della propria vita, si ritirò come monaco al monastero di Däbrä Barhey, nella sua regione i nascita, e fu sepolto di fianco al grande santo monastico Bäsalotä Mika'el.
Giyorgis fu essenzialmente, per la maggior parte della sua vita, non un monaco, ma un membro del clero secolare della corte reale, e in quanto tale fu teologo, liturgista e poeta religioso. I tre fondamenti del suo pensiero religioso furono: la lotta contro le eresie, la difesa dell'osservanza del culto del sabato (Sabbat), e la devozione alla Vergine. Sul secondo punto, il re Davide I adottò nel 1404 un decreto che autorizzava i monasteri usciti dal movimento di Ewostatewos ad osservare il "Sabbat" nel giorno di sabato, separandosi così dall'insegnamento del papato copto per mantenere la coesione del suo regno. Non si sa se Giyorgis avesse influenzato questo decreto; il suo Libro del Mistero, dove difese questa pratica, è del 1424. Su questo punto era in disaccordo con i monaci di Däbrä Haic. Secondo il Libro della Luce (Mäshäfä Berhan) del re Zara Yaqob, sotto il regno di Yeshaq I, l'"Abuna" Bärtäloméwos fu accusato di simpatia per il movimento religioso dissidente degli Zä-Mikaelites; il re mandò da lui un consiglio di preti incaricato di controllare la sua ortodossia. Tra di loro era presente un "Giyorgis", che con tutta probabilità si trattava di Giyorgis di Sägla.

## Opere
L'opera più famosa di Giorgio di Sagla è il Mäshäfä Mestirä Sämay Wämedr (Libro del mistero del cielo e della terra), terminato il 16 giugno 1424: consta di una raccolta di omelie (trenta, nell'edizione di Yaqob Beyene) destinate ad essere lette nel corso di tutto l'anno liturgico, ognuna delle quali denuncia e respinge una delle grandi eresie della tarda antichità (es. quelle di Sabellio, di Ario, di Nestorio, ecc.). L'unico eretico etiopico citato è il suo nemico personale Bitu. La prima delle omelie è consacrata all'osservanza del Sabbat. Questi testi sarebbero il risultato delle discussioni di Giyorgis con un europeo indicato come "Messer Zan", un veneziano arrivato in Etiopia sotto il regno di Davide I. Essi erano anche destinati a combattere i numerosi dissidi religiosi che agitavano l'Etiopia cristiana dell'epoca. L'autore stesso fece di quest'opera, su richiesta di un governatore, un riassunto intitolato Fekkaré Haymanot (Spiegazione della fede).
L'altra sua opera più conosciuta è il Mäshäfä Sä'atat (Libro delle Ore), detto anche Mäshäf Sebḥät zämä'alt Wäzälelit (Libro della glorificazione del giorno e della notte), che contiene la liturgia delle ore del giorno e della notte, sul modello dello Horologium copto tradotto in ge'ez nel XIV secolo. Giyorgis mette in pratica le sue idee sul tema dell'ortodossia, in particolare la devozione alla Vergine e l'osservanza del Sabbat. Quest'opera è diventata il Libro delle Ore impiegato correntemente della Chiesa etiopica.
Giyorgis è anche l'autore di tre opere di poesia mariana: 
- Hoḥetä Berhan (La Porta della Luce), un susseguirsi d'invocazioni, meditazioni e preghiere.
- Enzirä Sebḥät (L'Arpa della Glorificazione), inni in versi rimati per ciascun giorno della settimana.
- Arganonä Weddasé (L'Organo della Lode), detta anche Arganonä Dengel (L'Organo della Vergine).

Tra gli altri testi liturgici di Giyorgis, occorre citare:
- Șälotä Fätteto (Preghiera dello Spezzamento [del Pane])
- Weddasé Häwaryat (Lode degli Apostoli)
- Tä'ämeho Qeddusan (Saluto ai Santi)
- Weddasé Mäsqäl (Lode della Croce)
- La seconda Anafora del Messale Etiopico, chiamata Anafora di Nostra Signora Maria, Madre di Dio profumo di santità[4]

Altri testi ancora sono riportati da alcuni manoscritti. Gli è attribuita anche una traduzione del Simbolo di Atanasio (chiamato anche Quicumque), che sarebbe stato portato in Etiopia, in una versione latina o italiana, dal veneziano "Messer Zan", e tradotto in ge'ez da Giyorgis.
L'omelia dei Miracoli di Uriele fornisce un elenco di opere di Abba Giyorgis. L'arcangelo porta al santo cinque calici di cristallo riempiti di una bevanda "ottenuta dalla Madre della Vita", da dove provengono le sue composizioni letterarie. Si nota l'indicazione di un commentario ad alcuni Salmi di Davide, ed anche 150 poemi di lode alla Vergine (tanti quanti i Salmi di Davide) che si sarebbero intitolati Mäzmurä Iyäsus (Salmi di Gesù). Questi testi ci sono sconosciuti.
L'impiego dei libri di Abba Giyorgis nella chiesa etiopica fu imposto soprattutto sotto il regno di Zara Yaqob, epoca in cui fu canonizzato e fu composta la sua Vita, senza dubbio nello "scriptorium" della corte reale. Fu sempre sotto il regno di Zara Yaqob, nel concilio di Däbrä Metmaq del 1450, che l'osservanza dello Shabbat fu resa obbligatoria per tutta la Chiesa. Anche l'importanza considerevole data da Giyorgis al culto mariano suscitò delle resistenze all'interno del clero.

### Edizioni moderne
- Pontus Leander, "Arganona Ueddase" nach Handschriften in Uppsala, Berlin, Tübingen und Frankfurt-am-Main, Göteborgs Högskolas Artskrift, vol. 28, n° 3, 1922, pp. 3–173
- Marc-Antoine van den Outenrijn (a cura di), Helenæ Æthiopum reginæ quæ fruntur preces et carmina, Corpus Scriptorum Christianorum Orientalium, t. 208-209 (Scriptores Æthiopici, t. 39-40), Lovanio, E. Peeters, 1960-1961 (Enzirä Sebḥät, pp. 1–84; Hoḥetä Berhan, pp. 85–112)
- Getatchew Haile (a cura di), "Fekkare Haymanot" or "The Faith" of Abba Giyorgis Säglawi, Le Muséon, vol. 94, 1981, pp. 235–258
- Gérard Colin (a cura di), Gädlä Giyorgis Säglawi / Vie de Georges de Sagla, Corpus Scriptorum Christianorum Orientalium, t. 492-493 (Scriptores Æthiopici, t. 81-82?, Lovanio, E. Peeters, 1987
- Yaqob Beyene (a cura di), Giyorgis Säglawi. Mashafa mestir / Il libro del mistero, Corpus Scriptorum Christianorum Orientalium, t. 515-516 e 532-533 (Scriptores Æthiopici, t. 89-90 e 97-98), Lovanio, E Peeters, 1990-1993
- Getatchew Haile (a cura di), A Miracle of the rchangel Uriel Worked for "Abba" Giyorgis of Gasəčča, in: Harald Aspen, Birhanu Teferra, Shiferaw Bekele e Svein Ege (dir.), Proceedings of the 16th International Conference of Ethiopian Studies, Trondheim, July 2007, Trondheim, NTNU-trykk, 2009, vol. I, pp. 23–35